# Luigi Mercatelli
Luigi Mercatelli (Alfonsine, 21 ottobre 1853 – Rio de Janeiro, 4 aprile 1922) è stato un giornalista, politico e diplomatico italiano.
Fu corrispondente del Corriere di Napoli, del Mattino e della Tribuna (di cui fu anche redattore e condirettore), occupandosi prevalentemente della cronaca in Africa, venendo poi inserito nel corpo diplomatico italiano. Fu Commissario generale della Somalia italiana tra il 1905 e il 1906 e in seguito fu governatore della Tripolitania italiana tra il 1920 e il 1921.

## Biografia
Nacque ad Alfonsine, in Romagna, il 21 ottobre 1853 da Lorenzo Mercatelli, notaio, e Augusta Osti e fu battezzato nella chiesa di Santa Maria in Alfonsine. In giovane età si avvicinò al movimento anarchico e prese parte ai disordini di Ravenna del 1874, venendo associato nel processo contro Andrea Costa e successivamente amnistiato.
Fu avviato dal padre agli studi giuridici presso l'Università degli Studi di Ferrara, laureandosi intorno al 1881, ma alla pratica forense preferì la carriera giornalistica; fu un apprezzato collaboratore del Corriere di Napoli, come corrispondente a Roma nel 1888 e come inviato speciale in Africa tra il 1889 e il 1891, passando poi nel 1892 al neonato quotidiano Il Mattino di Edoardo Scarfoglio, per conto del quale seguì prevalentemente la cronaca parlamentare. Lavorò inoltre per La Tribuna dal 1883 come redattore, poi corrispondente dall'Eritrea ed infine condirettore insieme a Federico Fabbri nel 1899. Nel marzo 1896 fu tra i primi giornalisti ad incontrare a Massaua il generale Oreste Baratieri, reduce dalla sconfitta di Adua, battaglia di cui fornì un'appassionata descrizione nell'articolo La Waterloo africana, pubblicato sul quotidiano il 13 marzo 1896.
Nel 1893 tradusse per l'editore Fratelli Treves il Germinale di Émile Zola e in questo periodo fu molto vicino a Giovanni Pascoli, che in una lettera del 10 ottobre 1897 lo definì come "il più caro dei miei amici" e che lo riconobbe come fonte d'ispirazione nella composizione di Odi e inni. Pascoli apprezzò la prosa al punto da inserire alcuni suoi articoli nell'antologia curata per le scuole secondarie inferiori del 1902.
Grazie all'esperienza maturata in Africa come giornalista, fu nominato nel 1898 capo di gabinetto del primo governatore civile dell'Eritrea Ferdinando Martini ma a causa di dissapori personali con Martini tornò in Italia nel marzo 1900 riprendendo la sua attività giornalistica alla Tribuna. Nel febbraio 1901 fu chiamato da Giovanni Giolitti, divenuto Ministro dell'interno, a dirigere l'ufficio stampa del dicastero, incarico che mantenne per i successivi due anni fino a quando non fu nominato, su indicazione di Giolitti e del Ministro degli affari esteri Tommaso Tittoni, console a Zanzibar con l'incarico di commissario generale per la sorveglianza della Società commerciale del Benadir; il suo inserimento nel corpo consolare fu piuttosto atipico, poiché non aveva seguito le tradizionali tappe della carriera diplomatica.
Il 16 marzo 1905 fu nominato commissario della Colonia del Benadir, con l'incarico di gestire il passaggio della colonia sotto l'amministrazione diretta dello Stato italiano. Preparò il Progetto di ordinamento della Somalia italiana meridionale, con l'obiettivo di riorganizzare la presenza italiana nella regione con un approccio di graduale consolidamento della colonia, evitando di accentuare i conflitti con la società somala: sottolineò il primato del potere civile sull'esercito e tentò di dar vita ad una legislazione ispirata al diritto italiano, la cui amministrazione ordinaria sarebbe rimasta in capo ai tribunali indigeni. Anche per quanto riguardava la schiavitù, la cui mancata abolizione fu all'origine di un'inchiesta che indusse il governo a togliere alla Società commerciale l'amministrazione della colonia, adottò un approccio di graduale soppressione, vietandola nelle zone urbane ma tollerandola nelle aree rurali. Sul piano religioso promosse una linea filo-islamica, impedendo l'insediamento di missioni cattoliche italiane. Gli intenti del suo progetto suscitarono forti reazioni ostili e la sua azione fu al centro di un'interrogazione parlamentare e di un'inchiesta disciplinare del Ministero degli affari esteri, concentrata sull'anomalo cursus honorum del console, su irregolarità riguardanti l'attribuzione del valore dei nichelini nella colonia e la proscrizione del prefetto cattolico inviato dalla Santa Sede. L'indagine trovò ampio spazio sugli organi di stampa e l'intero scandalo fu costruito da ambienti conservatori, toccati negativamente dagli intenti di Mercatelli, comprendenti la vecchia Società commerciale del Benadir, alcuni ufficiali della Marina e alcuni settori del mondo cattolico. Il 29 maggio 1906 fu assolto da tutte le accuse ma già ad aprile era stato richiamato a Roma.
Proseguì la sua carriera diplomatica senza particolari intoppi; tra il 1906 e il 1908 fu console generale a Calcutta e poi dal 1908 al 1911 con lo stesso grado fu a Melbourne. Il 5 giugno 1911 fu nominato console generale di prima classe e destinato a Tripoli ma pochi mesi dopo fu richiamato da Giolitti come capo del servizio stampa presso la Presidenza del Consiglio dei ministri. Nell'ottobre 1911 per conto di Giolitti prese parte ad alcune trattative extra-istituzionali per la risoluzione del conflitto con l'Impero ottomano. Con l'uscita di scena di Giolitti nel 1913, Mercatelli tornò a far parte del corpo diplomatico e fu messo a disposizione del neonato Ministero delle colonie. Trascorse un anno al Cairo come console generale e nel 1914 fu nominato inviato straordinario e ministro plenipotenziario della legazione italiana a Rio de Janeiro.
Il 1° agosto 1920, poche settimane dopo la formazione del quinto governo Giolitti, fu nominato governatore della Tripolitania, dove l'amministrazione della colonia era complicata dalla resistenza anti-italiana e dai conflitti arabo-berberi. Giunto in Tripolitania il 26 agosto, decise di portare avanti una prudente azione di pacificazione e riconciliazione tra arabi e berberi. Tra il novembre 1920 e l'aprile 1921 favorì le trattative tra la commissione libica del Garian e il governo italiano per la liberazione di 200 prigionieri italiani a Misurata in cambio di una revisione dello statuto concesso dall'Italia nel 1919; una volta ottenuto il rilascio dei prigionieri nell'aprile 1921 il governo italiano non assecondò le richieste libiche e adottò una linea più dura in Tripolitania, sostituendo Mercatelli con Giuseppe Volpi.
Dopo questo incarico fu nominato ambasciatore a Rio de Janeiro, dove morì il 4 aprile 1922.